# Studio Spaan
Studio Spaan was een satirisch Nederlands sportprogramma van 50 minuten per aflevering. Het werd van 2000 tot 2003 uitgezonden door de VARA op  Nederland 3. Het werd geproduceerd door Endemol.
Het programma werd gepresenteerd door Henk Spaan. Cabaretiers Erik van Muiswinkel en Diederik van Vleuten verzorgden imitaties van bekende personen uit de televisie en de voetbalwereld, zoals Willem van Hanegem, Harry van Raaij, Hans Kraay, Jan Mulder, Ronald Koeman. Rinus Michels, Erik Gerets, Anton Geesink, Boudewijn Buch, Harry Vermeegen, Mart Smeets, Johan Derksen, Ronald Spelbos, Dick Advocaat, Leo Beenhakker, Hugo Camps en Jorien van den Herik.

12 steden, 13 ongelukken · Alles draait om geld · Bergen Binnen · Büch's Boeken · Buitenhof ** · Bureau Kruislaan · Cabaret & Co · Comedytrain presenteert · Deadline · Dr. Ellen · Ernstige Delicten · Factor Giel · Gebak van Krul · GIEL · Herexamen · Hoe bestaat het · Hof van Joosten · Hollands Hoop · In goed gezelschap · Is dat eigenlijk wel zo? · Jules Unlimited · Kanniewaarzijn · Kassa · Kassa 3 · Kinderen geen bezwaar · Kinderen voor Kinderen · Kopspijkers · Kun je het al zien? · Het Lagerhuis · Langs de Leeuw · Langs Sint en De Leeuw · De leugen regeert · Lieve Paul · Lieve Paul & Sint · MaDiWoDoVrijdagshow · De Mega Mike & Mega Thomas Show · Mooi! Weer De Leeuw · Mooi! Weer de Sint · Nieuwslicht · NOVA * · Oppassen!!! · Overspel · Panache · PAU!L · PAU!L en Sint! · Pauls Kadoshow · Pauls Puber Kookshow · Pauw & Witteman · Per Seconde Wijzer · Sint & De Leeuw · Shouf Shouf! · The Sopranos · Stellenbosch ** · Studio Spaan · Thank God It's Friday · Twee voor twaalf · Unit 13 · De verrukkelijke 85 · Vroege Vogels TV · Vuurzee · Waltz ** · De Wereld Draait Door · De wereld van Boudewijn Büch · Wie steelt mijn show? · X De Leeuw · Zembla

*: In samenwerking met NPS en NOS     **: In samenwerking met AVROTROS en VPRO
30 minuten ·
De Avondshow met Arjen Lubach ·
Barend blijft aan de gang ·
CAST ·
Cojones ·
Daar Vliegende Panters ·
The Daily Show ·
Dit Was Het Nieuws ·
Draadstaal ·
Egoland ·
Even tot hier ·
Farce Majeure ·
Hadimassa ·
Hoe bestaat het ·
Hotel Hollandia ·
Jiskefet ·
J.J. De Bom voorheen De Kindervriend ·
Kanniewaarzijn ·
Keek op de week ·
Klikbeet ·
Koefnoen ·
Koningshuis the Musical ·
Kopspijkers ·
Koppensnellers ·
Kreatief met Kurk ·
De Kwis ·
LUBACH ·
De Luizenmoeder ·
Makkelijk Scoren ·
Medialand ·
NeonLetters ·
Nieuw Zeer ·
De Nieuwste Show ·
Ook dat nog! ·
Panache ·
Pisa ·
Plakshot ·
Promenade ·
Sanne Wallis de Show ·
Simplisties Verbond ·
Spaanders ·
Spotlicht ·
De Stratemakeropzeeshow ·
Studio Spaan ·
Theo en Thea ·
Toren C ·
De TV Kantine ·
Van de Week ·
Van Kooten en De Bie ·
Van Zon op Zaterdag ·
Verona ·
Vlogmania ·
Voor de Show ·
Wat een poppenkast! ·
Wat een Wereld ·
Wegtrekkers & Animal Crackers ·
We zijn weer thuis ·
Zondag met Lubach ·
Zo is het toevallig ook nog 's een keer